# Musaad bin Mohammed Al Aiban
Musaid Al Aiban est un ministre d'État saoudien et membre du Conseil des ministres d'Arabie saoudite (en). Il est membre du conseil saoudien des affaires politiques et de sécurité et du conseil des affaires économiques et du développement. Il est diplômé de l'Université Harvard, aux États-Unis. Il a été nommé président de l'Autorité nationale de cybersécurité le 31 octobre 2017 par le roi Salmane ben Abdelaziz Al Saoud. Il est conseiller national à la sécurité depuis 2018. 